# Talasovod
Talasovod je struktura koja provodi talase, poput elektromagnetnih talasa ili zvuka, uz minimalan gubitak energije ograničavajući prenos energije na jedan smer. Bez fizičkog ograničenja talasovoda, amplitude talasa se smanjuju u skladu sa inverznim kvadratnim zakonom dok se šire u trodimenzionalnom prostoru.
Postoje različite vrste talasovoda za različite tipove talasa. Prvobitno i najčešće značenje je šuplja provodna metalna cev koja se koristi za prenos visokofrekventnih radio talasa, posebno mikrotalasa. Dielektrični talasovodi se koriste na višim radio frekvencijama, a transparentni dielektrični talasovodi i optička vlakna služe kao talasovodi za svetlost. U akustici se vazdušni kanali i rogovi koriste kao talasovodi za zvuk u muzičkim instrumentima i zvučnicima, a metalne šipke posebno oblikovanog tipa provode ultrazvučne talase u ultrazvučnoj obradi.
Geometrija talasovoda odražava njegovu funkciju; pored češćih tipova koji kanališu talas u jednoj dimenziji, postoje i dvodimenzionalne talasovodne ploče koje talase ograničavaju na dve dimenzije. Frekvencija trasmitovanog talasa takođe diktira veličinu talasovoda: svaki talasovod ima graničnu talasnu dužinu određenu njegovom veličinom i neće provoditi talase veće talasne dužine; optičko vlakno koje provodi svetlost neće prenositi mikrotalase koji imaju mnogo veću talasnu dužinu. Neke prirodne strukture takođe mogu delovati kao talasovodi. Kanalni sloj SOFAR u okeanu može provoditi zvuk kitove pesme na ogromne daljine. Bilo koji oblik preseka talasovoda može da podržava EM talase. Nepravilne oblike je teško analizirati. Talasovodi koji se obično koriste su pravougaonog i kružnog oblika.

## Principi
Talasi se šire u svim pravcima u otvorenom prostoru kao sferni talasi. Snaga talasa opada sa udaljenošću R od izvora kao kvadrat razdaljine (zakon inverznih kvadrata). Talasovod ograničava talas da se širi u jednoj dimenziji, tako da u idealnim uslovima talas ne gubi snagu tokom širenja. Zbog potpunog odbijanja na zidovima, talasi su ograničeni na unutrašnjost talasovoda.

## Upotreba
Upotreba talasovoda za prenos signala bila je poznata i pre nego što je ovaj pojam skovan. Fenomen zvučnih talasa vođenih kroz zategnutu žicu poznat je odavno, kao i zvuk kroz šuplju cev poput pećine ili medicinskog stetoskopa. Ostale upotrebe talasovoda su u prenošenju snage između komponenti sistema kao što su radio, radar ili optički uređaji. Talasovodi su fundamentalni princip ispitivanja vođenih talasima (engl. Guided wave testing - GVT), jednog od mnogih metoda nedestruktivne evaluacije.
Konkretni primeri:
- Optička vlakna prenose svetlost i signale na velike udaljenosti sa malim slabljenjem i širokim upotrebljivim opsegom talasnih dužina.
- U mikrotalasnoj peći talasovod prenosi snagu od magnetrona, gde se stvaraju talasi, do komore za kuvanje.
- U radaru, talasovod prenosi energiju radio frekvencije do i od antene, gde impedansa treba da se uskladi radi efikasnog prenosa snage (pogledajte ispod).
- Pravougaoni i kružni talasovodi obično se koriste za povezivanje ulaya paraboličnih posuđa sa njihovom elektronikom, bilo prijemnika sa niskim nivoom šuma ili pojačavača/predajnika snage.
- Talasovodi se koriste u naučnim instrumentima za merenje optičkih, zvučnih i elastičnih svojstava materijala i predmeta. Talasovod se može dovesti u kontakt sa uzorkom (kao u medicinskoj ultrasonografiji), u kom slučaju talasovod osigurava očuvanje snage testiranog talasa, ili se uzorak može staviti unutar talasovoda (kao kod merenja dielektrične konstante[3]), tako da se mogu testirati manji objekti sa poboljšanom tačnošću.
- Prenosni vodovi su specifična vrsta talasovoda, koja se vrlo često koristi.

## Istorija
Prvu strukturu za vođenje talasa predložio je Dž. Dž. Tomson 1893. godine, a prvi put ju je eksperimentalno testirao Oliver Lodž 1894. godine. Prvu matematičku analizu elektromagnetnih talasa u metalnom cilindru izvršio je Lord Rejli 1897. godine. Za zvučne talase, Lord Rejli je objavio potpunu matematičku analizu načina širenja u svom seminalnom delu „Teorija zvuka”. Jagadiš Čandra Boze he istraživao milimetarske talasne dužine koristeći talasovode, i 1897. godine je opisao Kraljevskoj instituciji u Londonu svoja istraživanja sprovedena u Kolkati.
Proučavanje dielektričnih talasovoda (poput optičkih vlakana, videti ispod) započelo je još tokom 1920-ih. Na tome je radilo nekoliko ljudi, od kojih su najpoznatiji Rejli, Zomerfeld i Debi. Optička vlakna su počela da dobijaju posebnu pažnju tokom 1960-ih zbog svog značaja za industriju komunikacija.
Razvoj radio komunikacije se u početku odvijao na nižim frekvencijama, jer su se one mogle lakše širiti na velike udaljenosti. Duge talasne dužine učinile su ove frekvencije neprikladnim za upotrebu u šupljim metalnim talasovodima zbog neophodnih nepraktično velikih cevi. Sledstveno tome, istraživanje šupljih metalnih talasovoda je zastalo, a rad Lorda Rejlija je bio privremeno zaboravljen, te su drugi morali da ponovo dođu do njegovih nalaza. Praktična istraživanja nastavili su tokom 1930-ih Džordž K. Sautvort u Belovim laboratorijama i Vilmer L. Barou na MIT-u. Sautvort je isprva preuzeo teoriju iz radova o talasima u dielektričnim šipkama, jer mu je rad lorda Rejlija bio nepoznat. To ga je donekle dovelo u zabludu; neki od njegovih eksperimenata su propali, jer nije bio svestan fenomena talasovodne presečne frekvencije koji je već pronađen u radu Lorda Rejlija. Ozbiljnim teorijskim radom bavili su se Džon R. Karson i Sali P. Mid. Ovaj rad doveo je do otkrića da se za TE01 režim u kružnim talasovodima gubici smanjuju sa učestalošću, i svojevremeno je ovo bio ozbiljan kandidat za format telekomunikacija na velike daljine.
Značaj radara u Drugom svetskom ratu dao je veliki podsticaj istraživanju talasovoda, barem na strani saveznika. Magnetron, koji su 1940. godine razvili Džon Randal i Hari But na Univerzitetu u Birminghamu u Velikoj Britaniji, pružio je dobar izvor energije i omogućio mikrotalasne radare. Najvažniji centar američkih istraživanja bio je u Radijacionoj laboratoriji (Rad Lab) na MIT-u, mada su i mnogi drugi učestvovali u SAD i Velikoj Britaniji, poput Telekomunikacione istraživačke ustanove. Šef Grupe za fundamentalni razvoj u laboratoriji Rad Labu bio je Edvard Mils Persel. Među njegovim istraživačima bili su Džulijan Švinger, Natan Markuvic, Karol Grej Montgomeri i Robert H. Dike. Veliki deo rada Rad Laba koncentrisan je na pronalaženje modela sa grupisanim elementima talasovodnih struktura kako bi se komponente u talasovodu mogle analizirati pomoću standardne teorije kola. Hans Bete je takođe nakratko bio u Rad Labu, ali dok je biravio tamo proizveo je svoju teoriju malog otvora koja se pokazala važnom za filtere šupljina talasovoda, prvobitno razvijene u Rad Labu. Suprotno tome, nemačka strana je uglavnom ignorisala potencijal talasovoda u radaru do vrlo kasno u ratu. To je bilo izraženo u toj meri da kad su radarski delovi iz oborenog britanskog aviona poslati na analizu u kompaniju Siemens & Halske, iako su prepoznati kao mikrotalasne komponente, njihova svrha nije mogla da se identifikuje.
U to vreme su mikrotalasne tehnike bile veoma zapostavljene u Nemačkoj. Uopšteno se verovalo da to nije bilo od koristi za elektronsko ratovanje, a onima koji su želeli da se bave istraživačkim radom u ovoj oblasti to nije bilo dozvoljeno.— H. Majer,  ratni potpredsednik kompanije Siemens & Halske
Nemačkim akademicima je čak bilo dozvoljeno da nastave sa javnim objavljivanjem svojih istraživanja u ovoj oblasti, jer se to nije smatralo važnim.
Talasovod je odmah nakon Drugog svetskog rata bio preferentna tehnologija u mikrotalasnom polju. Međutim, postojalo je više problema. Bio je glomazan, skup za proizvodnju, a efekat granične frekvencije je otežavao proizvodnju širokopojasnih uređaja. Grebenasti talasovod može povećati širinu opsega izvan oktave. Bolje rešenje je upotreba tehnologije koja radi u TEM modu (odnosno netalasovodu), kao što su koaksijalni provodnici, jer TEM nemaju graničnu frekvenciju. Takođe se može koristiti zaštićeni pravougaoni provodnik, koji ima određene proizvodne prednosti u odnosu na koaksijalni i može se smatrati pretečom planarnih tehnologija (trakasti vod i mikrotraka). Međutim, planarne tehnologije su zaista počele da se razvijaju tek kada su uvedena štampana kola. Ove metode su znatno jeftinije od talasovoda i uglavnom su zauzele svoje mesto u većini opsega. Međutim, talasovod je i dalje omiljen u višim mikrotalasnim opsezima, od oko Ku opsega i naviše.

## Literatura
- Han, C C; Hwang, Y, "Satellite antennas", in, Lo, Y T; Lee, SW, Antenna Handbook: Volume III Applications, chapter 21, Springer, 1993  0442015941.
- Levy, R; Cohn, S B, „"A History of microwave filter research, design, and development"”. 32 (9)., IEEE Transactions: Microwave Theory and Techniques, pages 1055–1067, , 1984.
- Oliner, Arthur A, "The evolution of electromagnetic waveguides: from hollow metallic guides to microwave integrated circuits", chapter 16 in, Sarkar et al., History of Wireless, Wiley, 2006  0471783013.
- Harvey, A. F. (јул 1955). „Standard waveguides and couplings for microwave equipment”. Proceedings of the IEE - Part B: Radio and Electronic Engineering. 102 (4): 493—499. doi:10.1049/pi-b-1.1955.0095.
- Baden Fuller, A. J. (1969). Microwaves (1 изд.). Pergamon Press. ISBN 978-0-08-006616-5.
- J. J. Thomson, Recent Researches (1893).
- O. J. Lodge, Proc. Roy. Inst. 14, p. 321 (1894).
- Lord Rayleigh, Phil. Mag. 43, p. 125 (1897).
- George Clark Southworth, "Principles and applications of wave-guide transmission". New York, Van Nostrand [1950], xi, 689 p. illus. 24 cm. Bell Telephone Laboratories series. LCCN 50009834
- Lioubtchenko, Dmitri; Sergei Tretyakov; Sergey Dudorov (2003). Millimeter-Wave Waveguides. Springer. стр. 149. ISBN 978-1402075315.
- Shevgaonkar, R. K. (2005). Electromagnetic Waves. Tata McGraw-Hill Education. стр. 327. ISBN 978-0070591165.
- Rana, Farhan (јесен 2005). „Lecture 26: Dielectric slab waveguides” (PDF). Class notes ECE 303: Electromagnetic Fields and Waves. Electrical Engineering Dept. Cornell Univ. Приступљено 21. 6. 2013.